# Árvízi emlékmű (Makó)

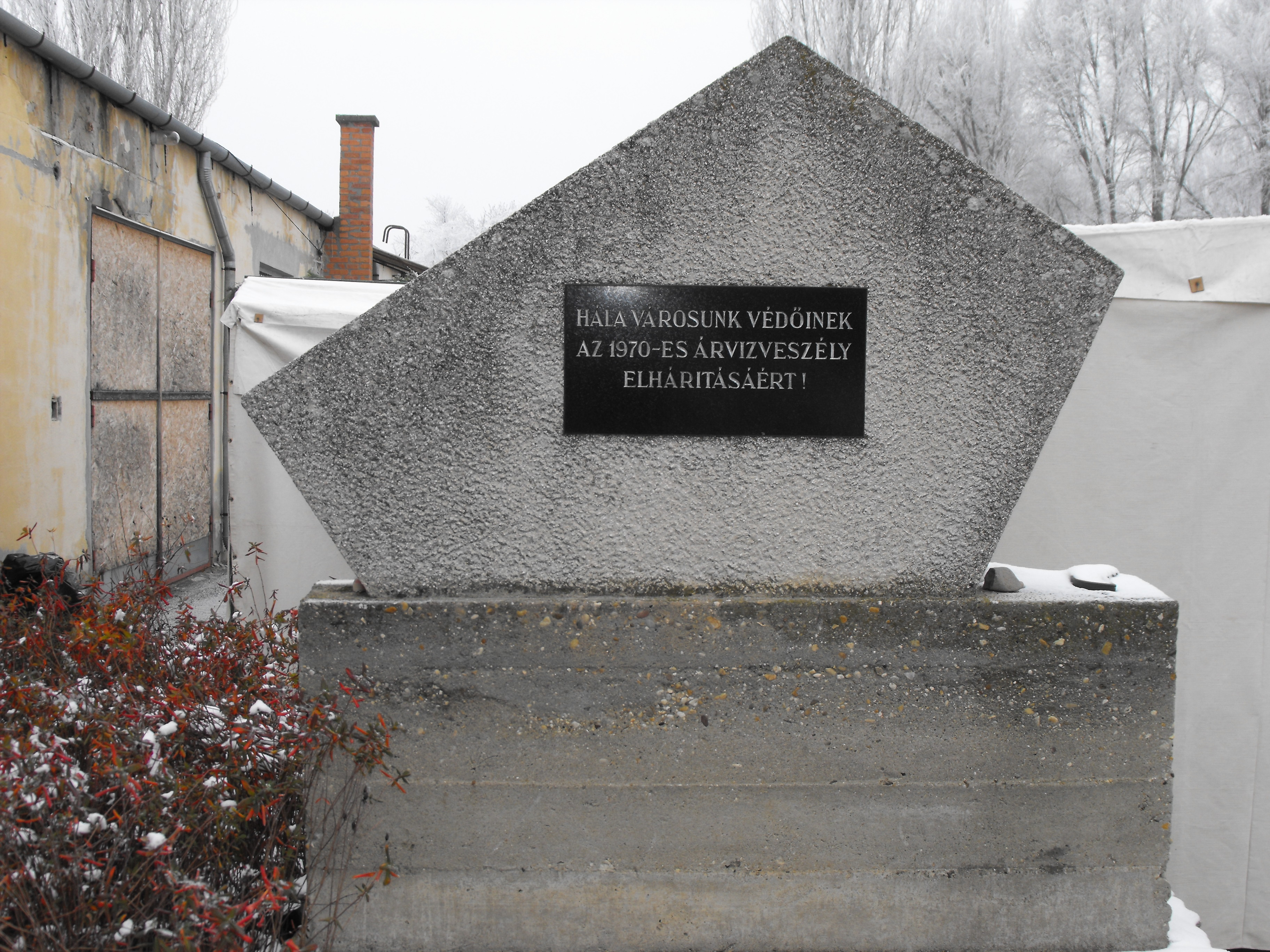
Az árvízi emlékmű

A makói árvízi emlékmű a várost sújtó két nagy árvíznek: az 1821-esnek és az 1970-esnek állít emléket. Eredeti helyéről elmozdították, köztéren jelenleg nem tekinthető meg.
1971-ben a Csanád vezér tér kiszélesedő zöldövezetében állították fel az új emlékművet. A betontalapzaton egy szabálytalan, élére állított betonból készült ötszög áll, egyik oldalára fekete, a másikra fehér márvány emléktáblát erősítettek. A feketén a „Hála városunk védőinek az 1970-es árvízveszély elhárításáért!”, a fehéren a „Készült az 1821-es árvíz 150. és az 1970-es árvízveszély évfordulója alkalmából” vésett szöveg olvasható.
Az alkotás szerényen húzódott meg a tér parkosított részén, különösebb esztétikai értéket nem képviselt. A millennium alkalmából Kiss Jenő Ferenc és Györfi Lajos elkészítette Szent István monumentális lovasszobrát. Az új műalkotás helye komoly vitákat szült a városvezetés és a római katolikus egyház között, de a Buzás Péter polgármester vezette önkormányzat végül a Csanád vezér téret  jelölte ki. A lovasszobrot 2000. augusztus 20-án avatták föl a korábbi árvízi emlékmű helyén, amit nem sokkal előtte eltávolítottak onnan.
Az emlékmű ezután közel másfél évtizedig a Makói Kommunális Nonprofit Kft. telephelyének zárt udvarán állt, majd 2014-ben méltóbb helyre, a József Attila Múzeum udvarába helyezték át. Karsai Ildikó városban élő grafikus jó egy évvel a szobor eltávolítása után elkészítette egy új árvízi emlékmű terveit. A modern stílusú mű egy három méter magas, egy méter széles, fával zsaluzott vasbeton keret lenne, amely egy kéttonnás, közel három méter magas és fél méter vastagságú, tetején hullámvonalakat idéző üvegtömböt venne körül. A Szegedi és a Kölcsey utca sarkán állna, de az önkormányzat egyelőre nem talált forrást a szobor megvalósításához.